# Eloy de Jong
Eloy Francois Maurice Gilbert Charles Prosper de Jong (ur. 13 marca 1973 w Hadze) – holenderski piosenkarz pop, w latach 1992–1998 członek anglo-holenderskiego boysbandu Caught in the Act. Po rozpadzie zespołu, w 2004 udało mu zaistnieć jako solowy wokalista.

## Życiorys
Dorastał w Hadze. Jako nastolatek był holenderskim mistrzem wśród młodzieży w tańcach latynoamerykańskich. W 1993 z powodzeniem wygrał casting, który przeprowadzał holenderski producent muzyczny Cees van Leeuwen, by stworzyć boysband Caught in the Act. Po początkowych niepowodzeniach grupy, w listopadzie 1994 nastąpił przełom w Holandii i Niemczech po występie w operze mydlanej RTL Gute Zeiten, schlechte Zeiten. Do 1998 zespół nagrał trzy albumy, sprzedał ponad 20 mln płyt, a piosenki były prezentowane w niemieckim Top Ten. Koncert pożegnalny miał miejsce 16 sierpnia 1998 w Magdeburgu.
Latem 1999 związał się ze Stephenem Gatelyem, członkiem irlandzkiego boysbandu Boyzone. W styczniu 2002, po ponad dwóch latach, ich związek rozpadł się.
W 2004 de Jong rozpoczął swoją karierę jako solista, wydając singiel „Angel In Disguise” (Anioł w przebraniu), który stał się przebojem. 5 października 2008 wystąpił w programie VOX Das perfekte Dinner.
Pod koniec 2015 grupa Caught in the Act wydała singiel, a w marcu boysband wystąpił w holenderskim programie RTL 4 Let’s Dance.
Jego syn zmarł przy porodzie. Jego córkę Indy wychowywali dwaj ojcowie i matka, zgodnie z modelem współrodzicielstwa.

## Dyskografia

### Albumy
- 2018: Kopf aus – Herz an
- 2020: Auf das Leben – fertig – los!
- 2022: Lass Das Leben Musik Sein

### Single
- 2004: „Angel In Disguise”
- 2017: „Regenbogen”
- 2018: „Egal was andere sagen”
- 2018: „Schritt für Schritt”
- 2018: „Liebe kann so weh tun” (z Marianne Rosenberg)
- 2018: „An deiner Seite”
- 2019: „Kopf aus, Herz an ... und tanz! Samba”
- 2019: „Dieses Lied (Herzstück Amazon Original)”
- 2020: „Solange wir uns haben”
- 2020: „Barfuß im Regen”
- 2022: „Ich sage ja (You Raise Me Up)”

## Nagrody
- 2019: Die Eins der Besten – Nowicjusz roku („Newcomer des Jahres“)
- 2019: smago! Award – Najwybitniejszy zawodnik roku („Senkrechtstarter des Jahres“)